# Attacus taprobanis
Attacus taprobanis is een vlinder uit de familie nachtpauwogen (Saturniidae), onderfamilie Saturniinae.
De wetenschappelijke naam van de soort is voor het eerst geldig gepubliceerd door Frederic Moore in 1882.
De vlinder komt voor in het zuiden van India en in Sri Lanka (Taprobane), en heeft een vleugelspanwijdte tot tweeëntwintig centimeter.